# Edward Vernon

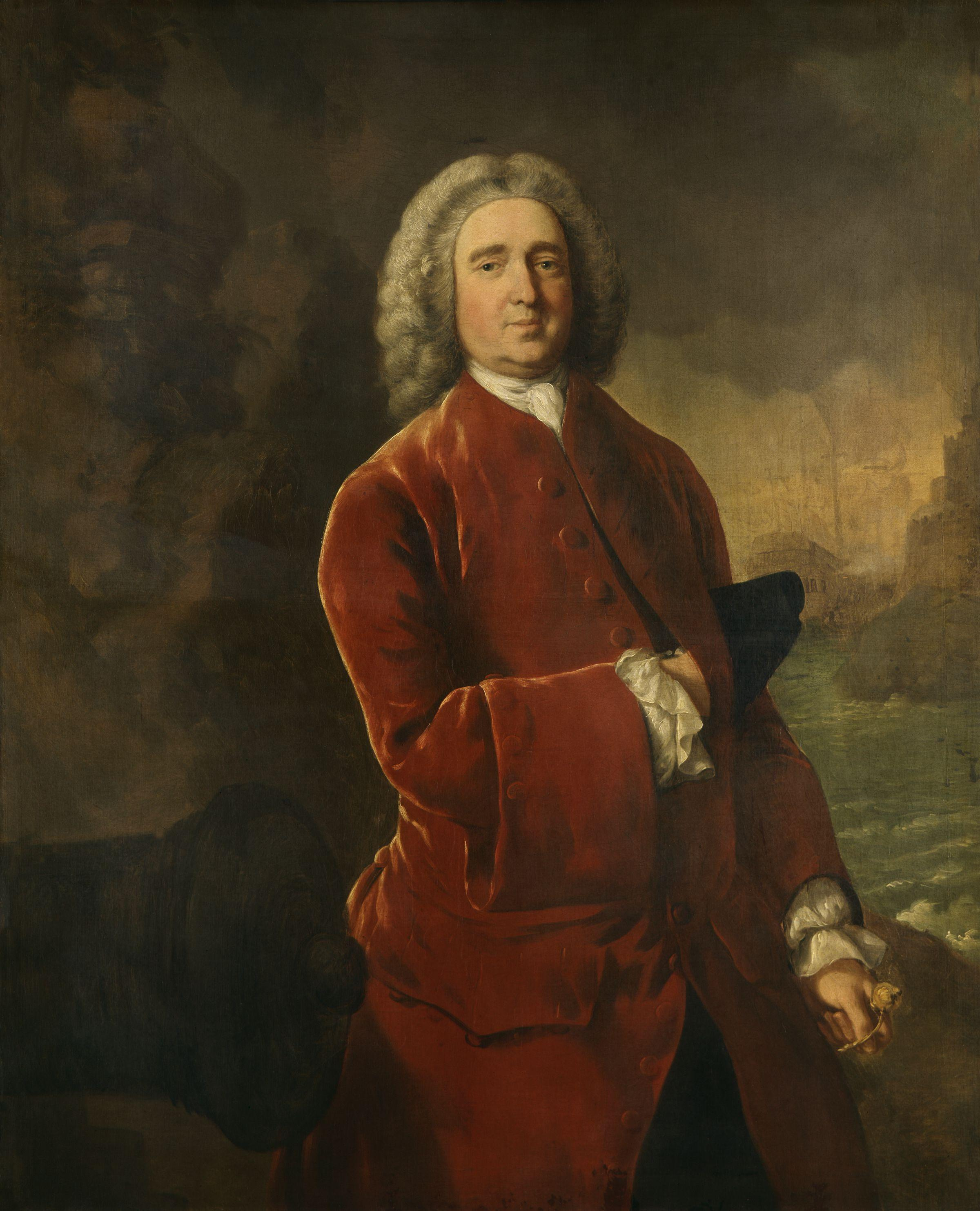
Edward Vernon

Edward Vernon ("Old Grog"), född 12 november 1684, död 30 oktober 1757, var en brittisk sjöofficer. Vernon föddes i Westminster, London som den andre sonen till James Vernon, statssekreterare åt Vilhelm III av England. Efter att ha slutfört sina studier vid Westminster School gick Vernon med i Royal Navy som frivillig på skeppet HMS Shrewsbury.

## Slaget om Cartagena
Under kriget om kapten Jenkins öra genomförde Vernon år 1741 ett amfibieanfall på den spanska staden Cartagena vid kusten till dagens Colombia. Trots att hans egna 27 000 soldater stod mot enbart 3000 spanjorer led britterna ett försmädligt nederlag och tvingades fly. Vernon lär då ha skrivit ett varnande brev till spanjorernas befälhavare Blas de Lezo, där han sade att engelsmännen bara tänkte hämta ytterligare förstärkningar från Jamaica. Blas de Lezo lär då ha svarat att Vernon också borde bygga en ny flotta, då de skepp han hade kvar bara dög till att frakta kol från Dublin till London.

## Grogg
Vernon kan ligga bakom ordet "grogg", alltså en enklare drink av spritdryck utspädd eller smaksatt med en alkoholfri dryck. Hans smeknamn var "Old Grog" eftersom han bar en ytterock av "grogram", som kan översättas med gros grain men som i Nordisk familjebok uppges vara kamlott. År 1740 beordrade han att manskapets romransoner skulle spädas ut med vatten för att förbättra disciplin och hälsa hos besättningen. Resten av Royal Navy följde snabbt upp, och skulle då ha kallat den nya drycken för "grogg" efter Vernons smeknamn "Old Grog".
Ordet användes i engelskan redan innan  Vernons order. Det kan ha kommit in i engelskan från Västindien, möjligtvis med afrikanskt ursprung. Det är möjligt att "Old Grog":s smeknamn därför kom från drycken och inte från hans rock. Ordet "grog" förekommer alltså innan Vernons ordergivande, men användandet av ordet för att beteckna den utspädda rommen i den brittiska flottan uppkom antagligen efter honom.
Vissa anför att ordet grog redan använts i boken The Family Instructor skriven av Daniel Defoe 1718, långt innan amiralens karriär tog honom till Västindien, men Defoe använde ordet "ginger" (Daniel Defoe, The Family Instructor, Vol. 2, p. 291 (1718).

## Mount Vernon
George Washingtons herrgård Mount Vernon är namngiven efter Edvard Vernon. Det var George Washingtons äldre halvbror Lawrence Washington som namngav gården för att hedra Edward Vernon under vilken han tjänstgjort ombord på flaggskeppet HMS Ranelagh i handelskriget Kriget om kapten Jenkins öra.